# Sekarkare
Sekarkare is een bestuurslaag in het regentschap Probolinggo van de provincie Oost-Java, Indonesië. Sekarkare telt 1172 inwoners (volkstelling 2010).